# Elias Kolega
Elias Kolega, né le 23 mai 1996 à Munich, est un skieur alpin croate. Il est principalement actif dans les disciplines techniques (slalom et slalom géant).

## Biographie
Il est le frère ainé de Samuel Kolega, lui aussi skieur alpin. Ils sont entraînés notamment par Ante Kostelić.
Elias Kolega commence sa carrière en prenant part à des courses FIS lors de la saison 2011-2012. Un an plus tard, il est au départ de sa première épreuve en championnat du monde à Schladming, à l'âge de 16 ans, pour se classer 69e du slalom géant.
En janvier 2015, il est invité pour la première fois à une manche de la Coupe du monde devant son public de Zagreb.
En 2016, Elias Kolega décroche son premier podium international majeur avec une médaille de bronze sur le slalom des Championnats du monde junior à Sotchi, course remportée par son compatriote Istok Rodes. L'hiver suivant, en plus de skier plusieurs manches de Coupe du monde, il fait ses débuts dans la Coupe d'Europe, pour signer deux top dix en slalom à Zakopane, dont une sixième place.
En janvier 2018, le Croate se qualifie pour la première fois en deuxième manche lors d'un slalom de Coupe du monde, à Wengen, finissant 21e. Un mois plus tard, aux Jeux olympiques, à Pyeongchang, il prend la 23e place du slalom, pour sa seule course au programme.
En janvier 2019, alors qu'il détient deux podiums en Coupe d'Europe cet hiver à Levi et Obereggen, il obtient son meilleur résultat de l'hiver et de sa carrière dans l'élite avec une sixième place au slalom d'Adelboden. Aux Championnats du monde à Åre, il établit son nouveau meilleur résultat dans un grand-rendez vous avec sa 21e au slalom.
Il se casse la jambe en mai 2020, puis à l'entraînement au mois de novembre, il ressent des douleurs et doit être opéré, ce qui le prive de compétition cet hiver.

## Palmarès

### Jeux olympiques d'hiver
| Épreuve / Édition | Pyeongchang 2018 |
| Slalom            | 23e              |

### Championnats du monde
| Épreuve / Édition | Schladming 2013 | Beaver Creek 2015 | Saint-Moritz 2017 | Åre 2019 |
| Slalom géant      | 69e             | 42e               | Abandon           | 37e      |
| Slalom            |                 |                   | 60e               | 21e      |

### Coupe du monde
- Meilleur classement général : 73e en 2019.
- Meilleur résultat : 6e.

#### Classements en Coupe du monde
| Année     | Classement général final | Classement en slalom |
| 2017-2018 | 141e                     | 49e                  |
| 2018-2019 | 73e                      | 25e                  |
| 2019-2020 | 117e                     | 42e                  |

### Championnats du monde junior
- Sotchi 2016 :
  -  Médaille de bronze au slalom.

### Coupe d'Europe
- 6e du classement du slalom en 2019.
- 2 podiums.